# 萬燝
萬燝（？—1624年），字闇夫，號元白，江西南昌府新建縣籍，南昌縣人，明朝政治人物。

## 生平
萬燝少好學，砥礪名行。萬曆四十年（1613年）壬子科江西鄉試第五名舉人，四十四年（1616年）中式丙辰科會試第七十六名，二甲第六十五名進士。吏部觀政，泰昌元年（1620年）十月授刑部四川司主事，天啟元年（1621年）改工部營繕司主事，督治九門垣墉，市銅江南，皆勤於其職。期間與東林黨諸人交往最密，並寫信推薦友人劉鐸參與東林書院講會，又對他說「我以京宦覊縻不得與此，斯文之盛，足下咫尺，梁溪可坐，失機㑹耶？人生於世，不聞至道，枉讀書，置身科第，如入寶山，空手而還，人莫不笑之也，朝聞夕死，學者素願可因循自委乎？」。二年（1622年）升虞衡司員外郎，四年（1624年）升屯田司郎中。
當時，宦官魏忠賢擅權，劉鐸、楊玉珂、萬燝等七十多人，相繼論劾魏忠賢。萬燝上書說：「忠賢盡竊大權，生殺予奪，在其掌握。致內廷外朝，止知有忠賢，不知有陛下。豈可一日尚留左右」，魏忠賢聽後大怒，萬燝被廷杖一百，天啟四年（1624年）七月七日逝世。魏忠賢再誣以收贓三百萬兩，萬燝家貧，破產乃竣。七年（1627年）十一月魏忠賢失勢後自縊而亡，崇禎元年（1628年）追贈光祿寺卿，弘光年間追諡忠貞。

## 家族
曾祖萬文炳；祖父萬恭，兵部左侍郎；嗣父萬安仁，庠生；本生父萬義，舉人。

## 延伸阅读
[在维基数据编辑]
 《明史卷二百四十五》，出自《明史》